# ベルント・グリマー
ベルント・グリマー（ドイツ語: Bernd Grimmer、1950年3月30日 - 2021年12月18日）はドイツの政治家。ドイツのための選択肢に所属し、2016年から2021年までバーデン＝ヴュルテンベルク州議会議員であった。 
2021年12月18日、新型コロナウイルス感染症により71歳で死去した。    